# Bereżki
Bereżki (dawniej Bereska, w latach 1977–1981 Brzeżki) – bieszczadzka wieś w Polsce położona w województwie podkarpackim, w powiecie bieszczadzkim, w gminie Lutowiska. Leży przy drodze wojewódzkiej nr 896, a dokładniej w miejscu, gdzie potok Bystry uchodzi do Wołosatego.

## Historia
Pierwsze pewne wzmianki o Bereżkach pochodzą z roku 1674, kiedy były opisane jako Berehy Stuposiańskie.
W połowie XIX wieku właścicielami posiadłości tabularnej Stuposiany z Bereską byli Marceli Wisłocki i spadkobiercy Rittnera.
We wsi istniała drewniana cerkiew z 1909, zniszczona po wojnie. Miejscowość posiadająca przed II wojną światową 58 domów mieszkalnych uległa całkowitemu wyludnieniu i zniszczeniu. W latach 70. istniał tu ośrodek hodowli żubrów, który zlikwidowano po wypuszczeniu stada hodowlanego na wolność.
W latach 1975–1998 miejscowość należała administracyjnie do województwa krośnieńskiego.
W Bereżkach znajduje się pole namiotowe należące do Bieszczadzkiego Parku Narodowego i przystanek autobusowy.

## Demografia
- 1840 – 282 grekokatolików
- 1859 – 135 grekokatolików
- 1879 – 170 grekokatolików
- 1890 – Bereżki zamieszkiwało 135 osób (w 14 domach mieszkalnych)
- 1899 – 213 grekokatolików
- 1926 – 198 grekokatolików
- 1938 – 248 grekokatolików
- 1991 – 37 osób
- 2004 – 10 osób
- 2020 – 40 osób

## Szlak turystyki pieszej
Bereżki – Przysłup Caryński (schronisko Koliba)